# Ishtori haFarhi
Ishtori HaFarhi (1280-1355) (en hebreo: אשתורי הפרחי‎) es el seudónimo del médico, topógrafo y viajero judío del siglo XIV, Isaac Ben Moses.

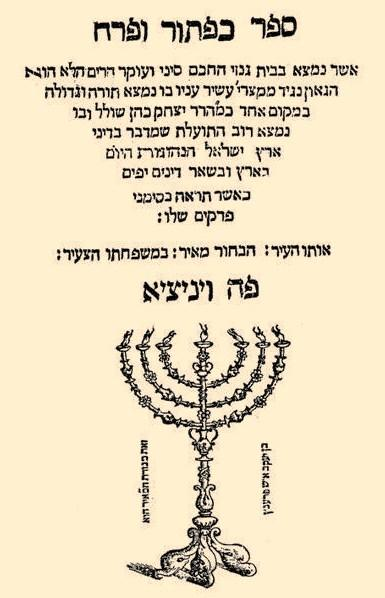
Portada de Kaftor VaFerach (Botón y flor) de HaFarhi, Venecia 1549.

## Biografía
Nació en Francia en 1280. Su familia vino de Florencia, España. El apellido HaFarhi significa «el florentino» (en hebreo, (פרחי Farhi significa ‘de la flor’; la h siendo pronunciada como la j española). 
Es conocido comúnmente como Kaftor Vaferah (‘Botón y flor’) tomado del nombre de su trabajo. La expresión es además un juego de palabras de su apellido. 
Cuando los judíos fueron expulsados de Francia en 1306, HaFarhi viajó de España a Egipto y se estableció en el territorio de Palestina. Allí trabajó como médico, en la localidad de Beit She'an, donde murió en 1355.

## Escritos
Fue el autor del primer libro de geografía del territorio de Eretz Israel, Sefer Kaftor Vaferech (en hebreo: ספר כפתור ופרח‎ Libro del botón y la flor), escrito en 1322 y publicado en Venecia en 1549. La expresión, en el contexto del libro, se refiere a la disposición de la tierra. 
HaFarhi menciona los nombres de pueblos y villas en el territorio y discute la topografía de la tierra basándose en las visitas que él mismo había realizado a estos sitios.
En tiempos modernos se ha determinado que más de 180 sitios de la Antigüedad identificados por HaFarhi estaban representados e identificados correctamente en su libro, entre ellos Usha, Modi'in y Betar.